# Studenyky
Studenyky (ukrainisch Студеники; russisch Студеники Studeniki) ist ein Dorf im Südosten der ukrainischen Oblast Kiew mit etwa 1900 Einwohnern.

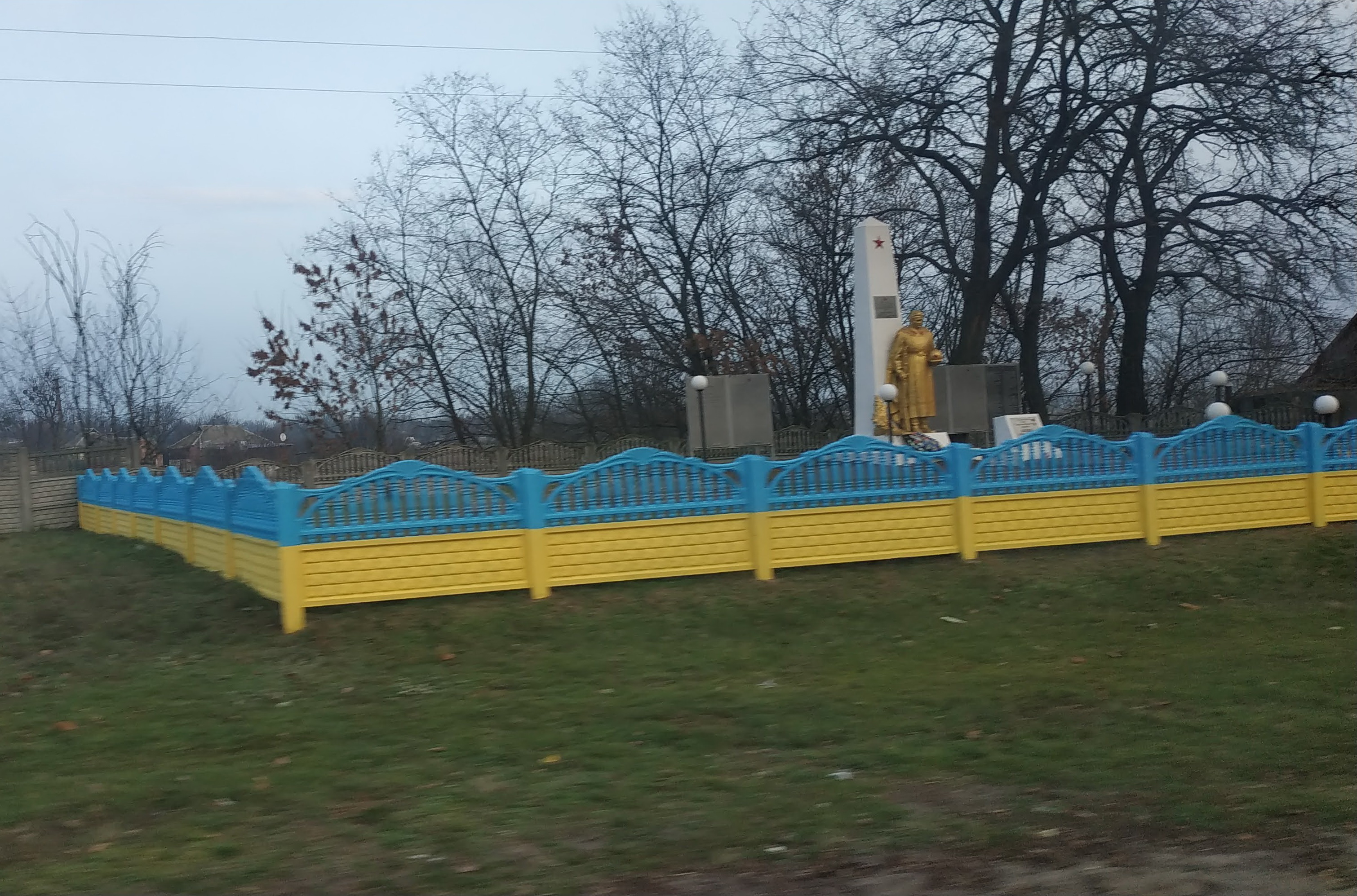
Denkmal im Ort

Das Dorf wurde Ende des 17. Jahrhunderts zum ersten Mal erwähnt und liegt südlich der ukrainischen Fernstraße M 03/Europastraße 40, 50 Kilometer südöstlich der Rajonshauptstadt Boryspil und 83 Kilometer südöstlich der Oblasthauptstadt Kiew.
Zwischen 1959 und 12. Mai 2016 trug der Ort den Namen Schowtnewe (Жовтневе).

## Verwaltungsgliederung
Am 12. Oktober 2017 wurde das Dorf zum Zentrum der neugegründeten Landgemeinde Studenyky (Студениківська сільська громада/Studenykiwska silska hromada). Zu dieser zählen auch die 5 in der untenstehenden Tabelle aufgelisteten Dörfer, bis dahin bildete es die gleichnamige Landratsgemeinde Studenyky (Студениківська сільська рада/Studenykiwska silska rada) im Norden des Rajons Perejaslaw-Chmelnyzkyj.
Am 12. Juni 2020 kamen noch die Dörfer Leljaky, Prystromy, Saostriw Semeniwka und Strokowa zum Gemeindegebiet.
Am 17. Juli 2020 kam es im Zuge einer großen Rajonsreform zum Anschluss des Rajonsgebietes an den Rajon Boryspil.
Folgende Orte sind neben dem Hauptort Studenyky Teil der Gemeinde:
| Name                     | Name           | Name                            |
| ukrainisch transkribiert | ukrainisch     | russisch                        |
| ------------------------ | -------------- | ------------------------------- |
| Kosliw                   | Козлів         | Козлов (Koslow)                 |
| Leljaky                  | Леляки         | Леляки (Leljaki)                |
| Perejaslawske            | Переяславське  | Переяславское (Perejaslawskoje) |
| Prystromy                | Пристроми      | Пристромы (Pristromy)           |
| Saostriw                 | Заострів       | Заостров (Saostrow)             |
| Semeniwka                | Семенівка      | Семёновка (Semjonowka)          |
| Somkowa Dolyna           | Сомкова Долина | Сомкова Долина (Somkowa Dolina) |
| Sosniwka                 | Соснівка       | Сосновка (Sosnowka)             |
| Sosnowa                  | Соснова        | Соснова                         |
| Strokowa                 | Строкова       | Строкова                        |